# Buč
Buč (slovenska izgovarjava: [bət͡ʃ]) je vas v Občini Kamnik. Leži sredi Tuhinjske doline. Nahaja se ob cesti Kamnik - Ločica pri Vranskem. Od Kamnika je oddaljena 10 km.